# Petaloctenus songan
Petaloctenus songan är en spindelart som beskrevs av Rudy Jocqué och Steyn 1997. Petaloctenus songan ingår i släktet Petaloctenus och familjen Ctenidae.
Artens utbredningsområde är Elfenbenskusten. Inga underarter finns listade i Catalogue of Life.